# Maria de Xangô
Maria Alta da Conceição (Salvador, 8 de dezembro de 1878 — 8 de março de 1996) foi uma ialorixá do Candomblé conhecida por Maria de Xangô.
Seu terreiro era o "Ilê Oba Fé Kanfe Olorun", localizado na Baixa do Tubo, no bairro de Cosme de Farias, em Salvador. 
Faleceu aos 118 anos, embora sua idade não seja comprovada por documentos. Nasceu na escravidão na Lei do Ventre Livre. Iniciou no Candomblé com sete anos de idade; teve nove filhos, incluindo filhas de santo como Mãe Zezé, filha de Xangô. 
Maria de Xangô era do Candomblé Queto, e recebeu um presente especial de um filho especial: Gilberto Gil, que a presenteou com um Xangô africano.
Em 1981 foi homenageada durante o Encontro de Nações de Candomblé.